# Jiana
Jiana – wieś w Rumunii, w okręgu Mehedinți, w gminie Jiana. W 2011 roku liczyła 735 mieszkańców.